# ارل کالووی
ارل کالووی (انگلیسی: Earl Calloway؛ زادهٔ ۳۰ سپتامبر ۱۹۸۳) بازیکن بسکتبال اهل ایالات متحده آمریکا است.
از باشگاه‌هایی که در آن بازی کرده‌است می‌توان به سیبونا زاگرب اشاره کرد.